# 东贾拉
東賈拉（英語：Jarra East）是西非國家甘比亞下河區轄下的6個縣之一。根據2013年甘比亞官方的人口調查數據顯示，居住於東賈拉的總人口數為16551人。